# Левицький Роман Володимирович
Рома́н Волод́имирович Леви́цький (18 серпня 1908, с. Рогачин, Львівська область — †11 лютого 1999, Нью-Джерсі, США) — український бандурист.

## З життєпису
Закінчив Ягеллонський університет в Кракові студії фізичного виховання та частково музичні студії в Краківській консерваторії. Учителював у Кракові, два навчальні роки (1934—1935, 1936—1937) викладав музику і спів у Яворівській гімназії товариства «Рідна школа». Далі вчителював у гімназії в Самборі, був інспектором шкіл на Лемківщині. У 1940 роках працював в учительській семінарії в Криниці на Лемківщині, де керував і хором.
Почав вивчати гру на бандурі в 1947 р. до Української Капели Бандуристів ім. Т. Г. Шевченка.. Користувався вказівками Г. Китастого, П. Потапенка, Г. Назаренка та П. Гончаренка.
Згодом перебрався до Словаччини, де у Братиславі співав в опері, а у подальшому до Австрії, де у Відні диригував церковним хором церкви Св. Варвари. Під час перебування у таборах втікачів у Німеччині керував церковними та світськими хорами.
В 1949 виїхав з дружиною Іриною та дітьми до США, де виступав в ансамблі бандуристів С. Ганушевського та з З. Штокалком. Створив школи гри на бандурі в Народному домі в Нью Джерзі, в Баунд-Брук та в Музичному Інституті в Нью-Йорку. В Нью-Йорку створив Капелу бандуристів ім. Г. Хоткевича. Записав дві платівки з піснями в супроводі бандури.
30 років диригував церковним хором в Перт-Ембою (1963—1993) Нью-Джерсі і 20 років церковним хором у Нью-Йорку і Елизабеті, Нью-Джерсі.
Роман Левицький також писав численні гуморески, оповідання, та фейлетони котрі появлялися у періодичних виданнях. У них він дещо згадував своє життя і переживання. Збірка цих оповідань і гумористичних анекдотів вийшла під назвою «Радість Ближньому: оповідання, гуморески, фейлетони» у 1976 році при видавництві «Говерля» у Нью-Йорку.

## Праці
- Левицький Р. Еволюція бандури — ж. «Бандура», #7-8, 1984. С.26-30.

- Радість Ближньому: оповідання, гуморески, фейлетони (Нью-Йорк, Видавництво «Говерля», 1976, 112 с.) (Крізь вухо ігли, Хутро, Дві молитви професора Ицького, Пісня — моє життя, Репортаж, Музична заздрість, Горе з платівкою, Наука, Пересічна людина — гумореска, Чому не женяться?, Ніхто не знає, де згубить, а де знайде, Дідько — монолог, Перука, Лице, Інтервю із собою, Дотеп, Дума про правду, Прижмуреним оком: Радість ближньому, Сольо, Прижмуреним оком: «Гепі енд», «72», «Нова Ренеґація», Кмітливість, Вина і кара — оповідання, «Дідусю, чи ти віриш у св. Миколая?», Абітурієнти, Ще одно кохання, Коментар бабуні, Штукар, На одній нозі, Начальний лікар).